# Велень (Долж)
Велень, Велені (рум. Veleni) — село у повіті Долж в Румунії. Входить до складу комуни Сяка-де-Педуре.
Село розташоване на відстані 221 км на захід від Бухареста, 40 км на захід від Крайови.

## Населення
За даними перепису населення 2002 року у селі проживала 581 особа, усі — румуни. Усі жителі села рідною мовою назвали румунську.